# O. S. Thyagarajan
O. S. Thiagarajan (Tanjavur,  3 de abril de 1947-31 de diciembre de 2023) fue un cantante y músico indio de música carnática, afincado en Chennai. 

## Biografía
Thyagarajan era hijo y discípulo de Sangeetha Booshanam O.V.Subrahmanyam. Aprendió música de los gurús Sangeetha Kalanidhi y T. M. Thygarajan, mientras que los demás maestros como Padmabhushan, Sangeetha Kalanidhi y Lalgudi Jayaraman, le orientaron al principio de su carrera musical. Ha realizado una serie de giras de conciertos visitando países como los Estados Unidos, Canadá, Australia, Singapur, Oriente Medio, Malasia, Hong Kong, Sudáfrica y varios países de Europa. Se desempeñó como Decano de la Facultad de Bellas Artes y de la Universidad de Annamalai durante 5 años. Además ha formado a nuevos talentos, que hasta la fecha se mantienen activos dentro del circuito de conciertos como S. Mahati y Dr. S. Ganesh, en la que han tomado una capacitación avanzada bajo su tutela.

## Premios y honores
- Sangeetha Natak Academi Puraskar (Sangeetha Natak Academi)
- Sangeetha Choodamani (Sri Krishna Gana Sabha, Chennai)
- Sangeetha Kala Sagara (Kalasagaram, Hyderabad)
- Nada Gana Kala Praveena (Sangeetha Samraj, Madurai)
- Nadha Booshanam (Shanmukananda Sangeetha Sabha, New Delhi)

## Discografía
| Año  | Álbum                | Etiqueta                       |
| ---- | -------------------- | ------------------------------ |
| 1997 | Manodharma           | Magnasound/OMI                 |
| 2000 | Kshetra Maala        | Music Today/Living Media India |
| 2004 | Raja Gopalam         | Saregama                       |
| 2004 | Durusuga Krupajoochi | Saregama                       |
| 2004 | Karunanidhiyilalo    | Saregama                       |
| 2006 | December Season 2003 | Charsur                        |